# Taivalkoski
Taivalkoski – gmina w Finlandii, położona w północnej części kraju, należąca do regionu Pohjois-Pohjanmaa. Zamieszkana jest przez 4420 osób. Jej powierzchnia wynosi 2650,63 km², z czego 212,59 km² stanowi woda.
Taivalkoski graniczy z gminami Kuusamo, Posio, Pudasjärvi oraz Suomussalmi.

## Przypisy

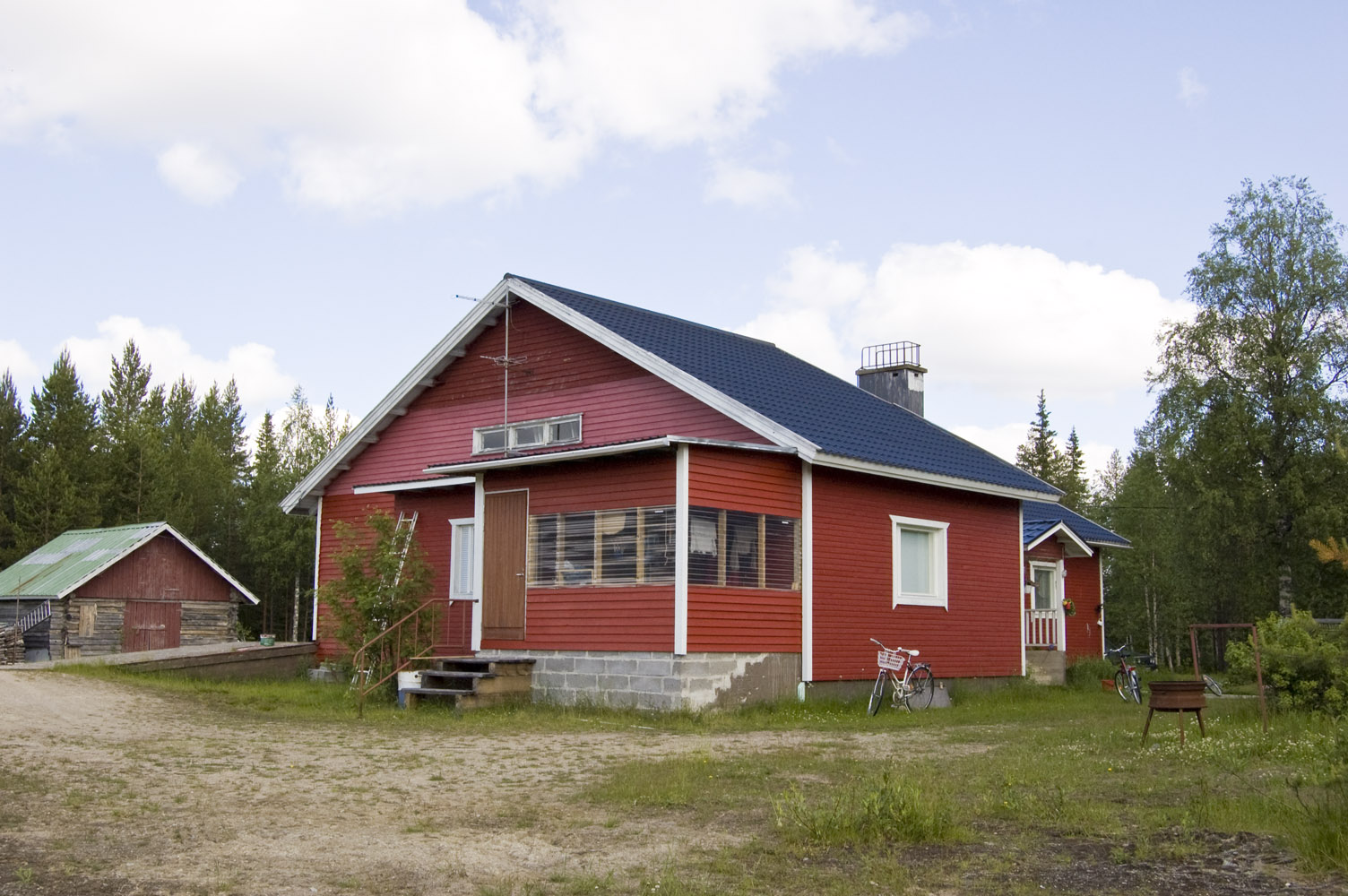
Budynek byłej stacji kolejowej Korvua na nieczynnej linii Pesiökylä–Taivalkoski w Metsäkylä, w gminie Taivalkoski. Obecnie własność prywatna